# Oursbelille
Oursbelille é uma comuna francesa na região administrativa de Occitânia, no departamento dos Altos Pirenéus. Estende-se por uma área de 11,33 km². Em 2010 a comuna tinha 1 232 habitantes (densidade: 108,7 hab./km²).